# RCA Records
RCA Records è stata una casa discografica statunitense lanciata dalla RCA Corporation e attiva dal 1929 al 1986; attualmente è un'etichetta della Sony Music Entertainment.
Fondata nel 1929 con il nome di RCA Victor, ma già erede della Victor Talking Machine Company, la RCA Records è la seconda etichetta discografica più antica nella storia degli Stati Uniti d'America.

## Storia
Nel 1901, Emile Berliner ed Eldrige R. Johnson fondarono la Victor Talking Machine Company, casa discografica con sede a Camden che nel corso di trent'anni divenne la principale azienda produttrice di grammofoni del mondo.
Il 15 marzo 1929, la Victor Talking Machine Company venne acquistata dalla Radio Corporation of America e venne rinominata RCA Victor. Nel settembre 1931, la casa discografica distribuì il primo disco a 33 giri della storia, contenente la quinta sinfonia di Beethoven.
Nel 1949, la RCA approdò in Italia con il nome di RCA Italiana; la casa discografica rimase attiva fino al 1988.
Nel 1986, la RCA Corporation venne interamente acquistata dalla General Electric e venne rinominata BMG Music (Bertelsmann Music Group). Iniziò così un nuovo capitolo per la RCA Records, che dopo più di cinquant'anni di appartenenza alla RCA Corporation, venne gestita per la prima volta da un'altra società. Bob Buziak divenne il nuovo presidente dell'etichetta discografica, rimpiazzato nel 1990 da Joseph Galante.
Oggi la RCA Records è una divisione della Sony Music Entertainment e gestisce contratti discografici con alcuni degli artisti più gettonati degli ultimi due decenni tra i quali Britney Spears, Justin Timberlake, Miley Cyrus, Christina Aguilera, ASAP Rocky, Chris Brown, Pitbull e fino al 2021 di Alicia Keys.

## Casi di conflitti con gli artisti
- Kelly Clarkson: Nell'estate del 2007, la cantante statunitense Kelly Clarkson ebbe una disputa con Clive Davis, l'allora presidente della Sony-BMG, riguardo al suo terzo album in studio, My December. Secondo Davis, l'album non era abbastanza adatto per entrare nei circuiti commerciali in quanto era stato scritto quasi interamente solo dalla cantante. Inoltre, la Clarkson affermò di essere stata definita una cantante scadente e di dover soltanto soddisfare le esigenze della casa discografica[9].
- Avril Lavigne: Nel novembre 2010, la cantante franco-canadese Avril Lavigne accusò la RCA Records di aver causato un lungo ritardo nella pubblicazione del suo quarto album in studio, Goodbye Lullaby. Dopo la sua pubblicazione, avvenuta nel marzo 2011, la cantante annunciò di aver lasciato la RCA per passare alla Epic Records[10].